# Punta Acuña
Punta Acuña är en udde i Antarktis. Den ligger i Västantarktis. Argentina, Chile och Storbritannien gör anspråk på området.
Terrängen inåt land är huvudsakligen kuperad, men västerut är den bergig. Havet är nära Punta Acuña åt sydväst. Trakten är glest befolkad. Närmaste befolkade plats är San Martín Station, 1,4 kilometer öster om Punta Acuña.